# Paraerrina decipiens
Paraerrina decipiens är en nässeldjursart som beskrevs av Hjalmar Broch 1942. Paraerrina decipiens ingår i släktet Paraerrina och familjen Stylasteridae.
Artens utbredningsområde är Indiska oceanen. Inga underarter finns listade i Catalogue of Life.